# بخش ژنو، شهرستان اشتابولا، اوهایو
بخش ژنو (به انگلیسی: Geneva Township) یک منطقهٔ مسکونی در ایالات متحده آمریکا است که در شهرستان آشتابولا، اوهایو واقع شده‌است.
 بخش ژنو ۶۷٫۱۵ کیلومتر مربع مساحت و ۱۱٬۰۹۸ نفر جمعیت دارد و ۱۹۶ متر بالاتر از سطح دریا واقع شده‌است.